# 54 (nombre)
Le nombre 54 (cinquante-quatre) est l'entier naturel qui suit 53 et qui précède 55.

## En mathématiques
Le nombre 54 est :
- un nombre composé trois fois brésilien car 54 = 668 = 3317 = 2226,
- un nombre pratique, un nombre 19-gonal et un nombre Harshad.

## Dans d'autres domaines
Le nombre 54 est aussi :
- le nombre de carrés colorés sur un Rubik’s cube,
- le nombre de cartes dans un jeu de cartes français comprenant deux jokers,
- le numéro atomique du xénon,
- le numéro de la sourate Al-Qamar dans le Coran,
- le numéro du département français de la Meurthe-et-Moselle,
- Ahd 54, un petit parti politique algérien,
- « 54 ! », l'exclamation récurrente de Louis de Funès, pêcheur fructueux de numéro 54, lors de la scène du concours de pêche du film Ni vu, ni connu d'Yves Robert,
- Années historiques : -54, 54 ou 1954,
- Ligne 54 .
- 54 États, un magazine bimestriel français créé en 2012.